# Шестикнижжя Арменопуло
Шестикнижжя Арменопуло (грец. η;‛‛Εξάβιβλος, лат. лат. Hexabiblos) або Керівництво до законів (Πρόχειρον Νόμων) — збірник візантійського феодального права, укладений близько 1345 р. фесалонійським юристом і суддею Костянтином Арменопулом (грец. Κωνστανίνος Ἁρμενόπουλος). Шестикнижжя Арменопуло включало норми речового, зобов'язального, спадкового, кримінального а також низки норм процесуального права та було по суті переробкою Прохірону для потреб нових історичних та соціально-економічних умов.
«Шестикнижжя» було юридичною компіляцією, джерела якої вказав сам Арменопуло в передмові до свого збірника. Воно було перекладено латинською, новогрецькою, болгарською, сербською, російською, англійською та ін. мовами.
Після падіння Візантії (1453) Шестикнижжя Арменопуло широко застосовувалося на Балканах під владою Османської імперії, було введене 1828 р. як Цивільний кодекс у незалежній Греції (за іншими даними Шестикнижжя було Цивільним кодексом Греції з 1835 по 1947), використовувалось в Бессарабії (аж до встановлення там радянської влади); застосовувалось також у Валахії та Молдові.